# 白石哲
白石 哲（しらいし てつ、1955年10月26日 - ）は、日本の裁判官。愛媛県出身。福岡地方裁判所所長を経て、東京高等裁判所部総括判事。

## 経歴
- 早稲田大学法学部卒業
- 1982年 司法修習生（36期）
- 1984年 東京地方裁判所判事補任官
- 1986年 福井地方裁判所・福井家庭裁判所判事補
- 1989年 大阪地方裁判所判事補
- 1992年 徳島地方裁判所・徳島家庭裁判所判事補
- 1994年 徳島地方裁判所・徳島家庭裁判所判事
- 1995年 東京地方裁判所判事
- 1996年 書記官研修所教官
- 1999年 東京高等裁判所判事職務代行
- 2000年4月 福岡高等裁判所判事
- 2002年7月 福岡高等裁判所事務局長
- 2007年 東京地方裁判所部総括判事（民事第11部 合議甲A係、合議甲B係、合議乙A係、合議乙B係）
- 2014年5月 大分地方・家庭裁判所長
- 2015年4月 福岡高等裁判所部総括判事（第5民事部）
- 2016年11月 福岡家庭裁判所所長
- 2018年1月 福岡地方裁判所所長
- 2018年12月 東京高等裁判所部総括判事（第23民事部）
- 2020年10月 定年退官
- 2021年1月 立川簡易裁判所判事
- 2022年3月 東京簡易裁判所判事

## 担当訴訟
- 公明党元委員長が同党の資金で指輪を買ったとして公明党が損害賠償を求めた訴訟（一審 東京地方裁判所裁判長 当時の竹入義勝委員長が公明党の資金で指輪を買ったとする従業員の証言の信用性には疑問が残るとして、公明党側の訴えを退ける判決 （2008年3月）
- 占い師の弟である原告が詐欺容疑で逮捕（後に嫌疑不十分で不起訴）されたことを報じた新聞記事を引用し原告を論評した週刊誌のコラムで名誉を傷付けられたとして、週刊誌を発行する読売新聞社東京本社に損害賠償を求めた訴訟（東京地方裁判所裁判長 逮捕に触れた部分は新聞記事の引用に過ぎず、論評も原告が犯罪を犯したのであれば、との仮定的表現を使っており名誉棄損にあたらないとして原告の訴えを退ける判決 （2008年1月）
- 部下の中傷が原因と遺族が主張する自殺に労働災害を認める判決 （2009年5月）
- 従業員の国労バッジ着用に対するJR東日本の出勤停止処分を不当労働行為とした、中央労働委員会の裁定を取り消し、裁定を不服としたJR東日本の訴えを全面的に認める判決 （2012年11月）